# Didier Ilunga-Mbenga
Didier Ilunga-Mbenga (* 30. Dezember 1980 in Kinshasa, Zaire), oft auch D.J. Mbenga genannt, ist ein ehemaliger kongolesisch-belgischer Basketballspieler. Nach der Flucht aus seinem Geburtsland begann er in Belgien mit dem Basketball. Später war er in der nordamerikanischen NBA beschäftigt. 2009 und 2010 gewann er mit den Los Angeles Lakers die NBA-Meisterschaft, nachdem er zuvor mit den Dallas Mavericks 2006 und den Lakers 2008 zweimal das Finale erreicht hatte. Insgesamt bestritt er 263 NBA-Spiele.

## Werdegang
Mbenga wurde als Sohn eines Beamten geboren, der in den Kongokriegen vom neuen Regime inhaftiert wurde. Sein Bruder und er verbrachten neun Monate in Gefangenschaft, bis sein Bruder einen Wärter bestach, damit sie nach Belgien fliehen konnten. Mbengas bekam politisches Asyl in seiner neuen Heimat, sein Vater kam ums Leben.
Mbenga betrieb zunächst Judo, in Belgien wurde er von Willy Steveniers für den Basketballsport gewonnen. Der 2,13 m große Mbenga spielte zunächst bei kleineren belgischen Klubs. In der Saison 2001/02 stand er zunächst im Kader vom Zweitligisten Spirou Gilly, Reservemannschaft des belgischen Erstligisten Spirou BC aus Charleroi. Nach einer Saison beim Erstligisten aus Löwen wechselte er zu Spirou  zurück und gewann in der Saison 2003/04 mit dem Titelverteidiger erneut die belgische Meisterschaft. Im Anschluss wurde er 2004 von den Dallas Mavericks aus der NBA verpflichtet. An der Seite von Dirk Nowitzki war Mbenga meist Ersatzmann des Centers Erick Dampier, um diesem Entlastung zu verschaffen. Man erreichte in der Saison 2005/06 das NBA-Finale, in die Texaner den Miami Heat mit 2:4 unterlagen.
Mbenga wechselte in der Saison 2007/08 zu den Golden State Warriors aus Kalifornien. Am 6. Januar 2008 wurde er von den Warriors allerdings entlassen. Am 21. Januar 2008 wurde er von den Los Angeles Lakers mit einem Zehntagesvertrag ausgestattet. Nach einem zweiten Zehntagesvertrag unterzeichnete er am 11. Februar für den Rest der laufenden Saison bei den Kaliforniern. Nach der NBA-Saison 2007/08 verlängerten die Lakers Mbengas Vertrag um ein Jahr. Mit Los Angeles erreichte er in den Playoffs 2008 ebenfalls die Finals, wo man aber an den Boston Celtics mit 2:4 scheiterte. Nach zwei misslungenen Final-Serien gewann Mbenga 2009 mit den Lakers den Meistertitel, als man Orlando Magic im Finale mit 4:1 bezwang. Mbenga kam allerdings in den Endspielen insgesamt nur fünf Minuten zum Einsatz. 2010 wurde der Erfolg wiederholt, als sich Mbenga mit den Kaliforniern im Finale gegen die Boston Celtics mit 4:3 durchsetzte.
Zur Saison 2010/11 unterschrieb Mbenga einen Vertrag bei den New Orleans Hornets, mit denen er in der ersten Play-off-Runde 2011 gegen seinen vormaligen Verein Los Angeles Lakers ausschied. Mbenga war bei all seinen NBA-Vereinen Ergänzungsspieler und kam in keiner Saison über mehr als rund acht Minuten Einsatzzeit je Begegnung hinaus.
In der wegen des Lockouts verkürzten NBA 2011/12 blieb er ohne Vertrag. Nach der Saisonvorbereitung für die folgende Saison mit seinem früheren Verein Dallas Mavericks, in deren Saisonkader er jedoch nicht übernommen wurde, wechselte Mbenga in die Chinese Basketball Association zu den DoubleStar Eagles aus Qingdao. Hier bestritt er jedoch nur wenige Spiele, bevor man sich im Dezember 2012 wieder trennte. Im April 2013 wechselte Mbenga in die Philippine Basketball Association zu den Barako Bulls.
Mbenga kehrte nach Belgien zurück und trainierte im Frühjahr 2014 beim Spirou BC Charleroi mit. Im Vorfeld der Saison 2014/15 weilte er bei den New York Knicks, schaffte aber den Sprung ins Aufgebot nicht. Ende Oktober 2014 kam es wieder zur Trennung. Nach dem Ende seiner Laufbahn ließ sich Mbenga in Dallas nieder.

### Nationalmannschaft
Mit der belgischen Nationalmannschaft nahm er an der Europameisterschaft 2011 teil.